# Physcomitrium indicum
Physcomitrium indicum är en bladmossart som beskrevs av Hirendra Chandra Gangulee 1969 [1970. Physcomitrium indicum ingår i släktet huvmossor, och familjen Funariaceae. Inga underarter finns listade i Catalogue of Life.